# Mehmet Yağmur
 Mehmet Yağmur (Esmirna, 1 de julio de 1987) es un baloncestista turco que pertenece a la plantilla del Manisa BB de la BSL turca. Con 1,87 metros de estatura juega en la posición de base.

## Trayectoria deportiva

### Profesional
Comenzó a jugar en las categorías inferiores del Pınar Karşıyaka, llegando al primer equipo en 2003, con tan solo 16 años. Jugó cuatro temporadas, las dos primeras compaginándolas con el equipo junior. En la última de ellas promedió 8,9 puntos y 2,7 rebotes por partido. En 2007 fichó por el Beşiktaş, permaneciendo dos temporadas, y en 2009 lo hizo por el recién ascendido Tofaş Spor Kulübü. En su única temporada en el equipo promedió 8,2 puntos y 3,0 asistencias por partido.
En 2010 fichó por el Türk Telekom B.K., y en la temporada siguiente regresó al Beşiktaş, donde jugó una temporada antes de cambiar nuevamente de equipo en 2012, en este caso al Olin Edirne. Allí jugó su mejor temporada, acabando como decimoquinto mejor anotador de la TBL, con 14,0 puntos por partido, a los que añadió 3,6 rebotes y 3,1 asistencias.
Volvió al Beşiktaş en 2013, y al año siguiente fichó por el Darüşşafaka Doğuş.
En la temporada 2022-23, firma por el Türk Telekom B.K. de la BSL turca.
El 24 de agosto de 2024 fichó por el Manisa Basket de la Basketbol Süper Ligi (BSL).

### Selección nacional
Ha jugado con la selección de Turquía en sub-16, sub-18 y sub-20, ganando el oro en el europeo sub-16 de 2003, y la plata en el sub-18 de 2004 y 2005.